# ایشتوان لیشتنتسکرت
ایشتوان لیشتِنِتسکِرت (مجاری: Lichteneckert István; ۱۷ اوت ۱۸۹۲ – ۱۰ نوامبر ۱۹۲۹) ورزشکار شمشیربازی اهل مجارستان بود.
وی در مسابقات کشوری و بین‌المللی در مجموع برندهٔ ۱ مدال برنز شده‌است.